# Golden (canção)
"Golden" é uma canção da cantora australiana Kylie Minogue, contida em seu décimo quarto álbum de estúdio de mesmo nome (2018). Foi composta pela própria em conjunto com Lindsay Rimes, Liz Rose e Steve McEwan, sendo produzida por Rimes. A faixa foi lançada em 29 de maio de 2018 para as rádios irlandesas e britânicas, juntamente com o vídeo musical, através da BMG Rights Management, servindo como o terceiro single do disco.

## Faixas e formatos
| Download digital e streaming (remix) |                               |         |  |
| N.º                                  | Título                        | Duração |  |
| 1.                                   | "Golden" (Weiss Remix)        | 3:01    |  |
| 2.                                   | "Golden" (Weiss Extended Mix) | 5:13    |  |

## Créditos
Todo o processo de elaboração de "Golden" atribui os seguintes créditos:
Gravação e publicação
- Mixada nos Sony ATV Studios (Nashville, Tennessee)
- Masterizada nos 360 Mastering (Hastings, Inglaterra)
- Publicada pelas empresas Mushroom Music Publishing, Sony EMI, Birds With Ears Music, EMI Blackwood Music Inc, Koala T Tunes, Crazy Girl Music e Warner-Tamerlane Publishing Corporation

Produção
- Kylie Minogue: composição, vocais, vocais de apoio
- Lindsay Rimes: composição, produção, guitarra, teclados, vocais de apoio, mixagem
- Steve McEwan: composição
- Liz Rose: composição
- Dick Beetham: masterização

## Desempenho nas tabelas musicais

### Posições
| Tabela musical (2018)                    | Melhor posição |
| ---------------------------------------- | -------------- |
| Bélgica (Ultratop 40 da Valônia)         | 43             |
| Reino Unido (Radiomonitor Airplay Chart) | 22             |

## Histórico de lançamento
| Região      | Data                 | Formato                             | Gravadora |
| ----------- | -------------------- | ----------------------------------- | --------- |
| Itália      | 29 de maio de 2018   | Rádios mainstream                   | BMG       |
| Reino Unido | 29 de maio de 2018   | Rádios mainstream                   | BMG       |
| Mundo       | 24 de agosto de 2018 | Download digital, streaming (remix) | Darenote  |